# Barn
Barn (znak: b) mjerna je jedinica za površinu i koristi se u nuklearnoj fizici i fizici elementarnih čestica.
1 barn = 10−28 m².
Po veličini je jedan barn približno jednak efektivnoj površini jezgre atoma uranija. 